# Tubo radiogeno
Il tubo radiogeno o tubo a raggi X è una tipologia di tubo a vuoto destinata alla produzione di raggi X. A differenza dei normali tubi a vuoto, la tensione di lavoro è estremamente elevata, da 20.000 a 150.000 Volt e non amplifica nulla, ma genera radiazione X.

## Descrizione di un tubo radiogeno minimale

Schema di tubo (K=catodo, A=anticatodo, W=fluido refrigerante)

Il tubo radiogeno è una ampolla di vetro sotto vuoto spinto, che contiene un catodo e un anodo ad alta tensione. Il catodo (o polo negativo), come nelle normali valvole termoioniche, a sua volta è composto dal filamento riscaldatore e dal catodo vero e proprio, collegato al circuito ad alta tensione. Il filamento è formato in genere da una lega di rame oppure altri metalli a basso numero atomico, ed è alimentato a bassa tensione;  l'anodo (polo positivo), invece, situato all'estremo opposto dell'ampolla, è costituito da un disco (piattello) di metallo pesante (a elevato numero atomico, come le leghe di tungsteno e molibdeno per i tubi diagnostici tradizionali, molibdeno o rodio per i tubi usati in diagnostica senologica), che può essere fisso oppure rotante. La rotazione permette di disperdere meglio il calore che si forma su di esso, che raggiunge temperatura dell'ordine dei 2000 °C). 
Il tubo radiogeno è contenuto a sua volta in una guaina metallica (generalmente di alluminio, con schermature di piombo) riempita di olio dielettrico: l'olio consente sia di dissipare il calore generato dal tubo in funzione, che di garantire l'isolamento elettrico tra i contatti esterni di anodo e catodo. L'olio viene poi raffreddato, a seconda della potenza del tubo, con aria o con un circuito d'acqua. Lo scopo della guaina è di protezione meccanica e conduzione di calore. La parte del tubo da dove escono i raggi X è detta "finestra" e non è schermata dalla guaina metallica: vi sono invece dei filtri in rame o in alluminio di spessore adatto a filtrare i raggi X in modo che le energie più basse (inutili alla formazione dell'immagine diagnostica) vengano filtrate secondo le norme di legge.
Un problema comune è la metallizzazione dell'ampolla di vetro: date le alte temperature di funzionamento, con il tempo, alcune molecole di metallo dell'anodo evaporano andando a depositarsi sul vetro interno dell'ampolla. In questo modo viene compromesso l'isolamento elettrico e si possono formare archi elettrici che ne impediscono il normale funzionamento. Per mitigare questo problema si ricorre a uno speciale materiale, che è in grado di assorbire le molecole metalliche gassose.
I tubi radiogeni emettono una radiazione X di molte lunghezze d'onda diverse, cioè è policromatica. Tali lunghezze d'onda dipendono sia dal tipo di metallo del disco anodico sia, soprattutto, dalla tensione di funzionamento: quanto più la tensione è alta, tanto minore è la lunghezza d'onda dei raggi X (radiazione più "dura", più penetrante), mentre operando a tensione più bassa si avranno raggi X "molli", cioè meno penetranti. Inoltre, aumentando la corrente aumenta proporzionalmente l'intensità della radiazione emessa e il numero di elettroni attratti verso l'anodo. L'operatore deve quindi regolare questi parametri a seconda delle necessità.

## Funzionamento
Il filamento del catodo viene riscaldato da una corrente e inizia a emettere elettroni per effetto termoionico; la nube elettronica intorno a esso viene accelerata dall'alta tensione, che proietta gli elettroni verso l'anodo dove colpiscono il disco metallico: nell'impatto l'energia cinetica che avevano acquisito si trasforma in calore (per il 99%) e in radiazione X (per l'1%). La generazione di raggi X avviene per Bremsstrahlung (radiazione di frenamento) e per radiazione caratteristica.
Nei tubi moderni il disco metallico all'anodo è rotante: questo accorgimento allunga la vita utile del tubo evitando che gli elettroni, colpendo sempre lo stesso punto, erodano precocemente l'elettrodo ("craterizzazione" dell'anodo) e ne migliora la nitidezza d'immagine. La rotazione dell'anodo permette inoltre una migliore dissipazione termica, in quanto fornisce una superficie maggiore per l'impatto degli elettroni.

## Impieghi
Da più di un secolo i tubi radiogeni sono ampiamente usati in medicina e in odontoiatria per scopi diagnostici, in particolare nella radiografia, nella fluoroscopia e nella tomografia computerizzata. Trovano uso anche come sorgente di radiazioni nei dispositivi per radioterapia oncologica per trattamenti della cute.
I tubi radiogeni sono usati anche per effettuare controlli industriali su saldature e ricerca di fratture in pezzi metallici sottoposti a stress e non altrimenti ispezionabili, anche se, specialmente per questi casi, ormai si tende a sostituire il tubo radiogeno con un acceleratore lineare, in quanto l'energia prodotta dal tubo non è sufficientemente penetrante. Altri usi si hanno in archeologia e in storia dell'arte, per indagini su corpi mummificati e su dipinti di sospetta autenticità, o che potrebbero nascondere opere antecedenti. Sono anche utilizzati per indagare trasporti sospetti ai valichi di frontiera e diffusamente negli aeroporti come scanner bagagli ed in alcuni anche come 'body scanner' (non tutti i "body scanner" impiegano raggi-x).

## Produttori
Leader mondiali nella produzione di tubi radiogeni sono l'americana GE Healthcare, del gruppo General Electric, e l'olandese Philips Healthcare; seguono Siemens, Varian Interray, la tedesca Dunlee (anch'essa parte del gruppo Philips) e le italiane Gilardoni S.p.A. e IAE e C.E.I. Skan-X Radiology Devices S.p.A .